# Andreas Hein

Andreas Hein (2017)

Andreas Hein (* 29. Dezember 1967 in Heide) ist ein deutscher Politiker der Christlich Demokratischen Union Deutschlands (CDU). Er ist seit 2017 Mitglied des Schleswig-Holsteinischen Landtags.

## Leben und Beruf
Andreas Hein absolvierte eine Ausbildung als Kraftfahrzeugmechaniker mit Meisterabschluss. Bei der Bundeswehr wurde er bis zum Stabsunteroffizier ausgebildet. Er erhielt die Ehrenmedaille der Bundeswehr. Hein arbeitete anschließend als Kfz-Meister, Automobilverkäufer, Verkaufsleiter und Betriebsleiter in Tellingstedt. Er war neun Jahre Geschäftsführer und Gesellschafter eines Autohauses und Markenverantwortlicher der Marke Škoda für das Autohaus Kath GmbH Heide – bis 2017.
Hein ist verheiratet und hat zwei Kinder.

## Politik
Andreas Hein ist Ratsherr und Vorsitzender des Ausschusses für Wirtschaft und Tourismus in der Ratsversammlung der Stadt Heide. Er ist außerdem im Aufsichtsrat der Heide Stadtmarketing GmbH, Aufsichtsrat von Dithmarschen Tourismus e. V., Vorsitzender im Aufsichtsrat der Stadtwerke Heide GmbH sowie zurzeit Vorsitzender oder stellvertretender Vorsitzender (wechselt jährlich zum 1. Juni) des Verwaltungsrats der Entwicklungsagentur Region Heide. Zudem ist Hein stellv. bürgerliches Mitglied im Wirtschafts- und Planungsausschuss des Kreises Dithmarschen und Landtagsabgeordneter für den Wahlkreis 6 Dithmarschen – Schleswig.
Bei der Landtagswahl in Schleswig-Holstein 2017 zog Andreas Hein mit 44,6 Prozent der Erststimmen als direkt gewählter Abgeordneter des Wahlkreises Dithmarschen-Schleswig in den Landtag ein. Hein war in der 19. Wahlperiode energiepolitischer Sprecher sowie Fachsprecher für Forschung der CDU-Fraktion und Mitglied des Wirtschafts- und des Bildungsausschusses sowie stellvertretendes Mitglied im Sozial- und Umwelt- und Agrarausschuss.
Bei der Landtagswahl in Schleswig-Holstein 2022 gewann Hein mit 48,1 Prozent der Erststimmen erneut das Direktmandat des Wahlkreises Dithmarschen-Schleswig und zog erneut in den Landtag ein.